# Georg Ludwig Stecher
Georg Ludwig Stecher (* 2. Januar 1760 in Biberach an der Riß; † 28. November 1826 ebenda) war ein deutscher Jurist und Politiker.

## Leben
Georg Ludwig Stecher war das älteste Kind von Georg Friedrich Stecher (* 13. Januar 1739; † 24. April 1806), Stadtgerichtsassessor, Konditor und Spezereihändler und dessen Ehefrau Anna Catharina (geb. Braig) (* 21. April 1740; † 9. Juli 1808); er hatte neun Geschwister.
Nach dem Schulbesuch in Biberach bereitete er sich durch Privatstunden auf sein Studium vor und immatrikulierte sich 1778 an der Universität Tübingen zu einem Studium der Rechtswissenschaften, das er 1782 als Lizentiat beendete; 1788 promovierte er bei Johann Christian von Majer mit seiner Dissertation De non attendenda votorum pluralitate in imperio R. Germanico et liberis civitatibus mixtis zum Dr. jur. beider Rechte.
Im August 1783 übernahm er das Direktorium des Biberacher Theaters; 1773 hatte er, noch als Schüler, einen Auftritt als König Claudius im aufgeführten Hamlet.
Er wurde 1788 zum Stadtammann in Biberach ernannt und 1791 Senator und Kriegskassierer sowie im Jahr 1789 Kanzleiverwalter, bevor ihm am 26. März 1795 als erstem Nichtpatrizier das evangelische Bürgermeisteramt übertragen wurde; in dieser Zeit lehnte er einen Ruf als Hof- und Justizrat nach Rastatt ab.
1796 machte er den Vorschlag, das unbebaute Gemeindeland an die Bürger zu verteilen; hierdurch konnte später der Obstbau gefördert werden.
Er erhielt 1819  das Amt des Stadtschultheißen, trat jedoch 1824 aus gesundheitlichen Gründen zurück; er blieb hierbei jedoch weiterhin im Stadtrat.
In der Verwaltung der Stadt war er mit der Führung der Witwen- und Waisenkasse sowie mit der Sparkasse für arme Dienstboten beauftragt.
Er beförderte auch die Stiftung von Lesegesellschaften und war auch Vorsitzender der Kommission, die die Herausgabe eines neuen Biberacher Gesangbuchs, das 1802 erschien, vorbereitete.
Während seiner Amtszeit kam Biberach infolge des Friedens von Lunéville und des Reichsdeputationshauptschlusses an das Kurfürstentum bzw. spätere Großherzogtum Baden, das am 25. September 1802 von der Stadt Besitz ergriff.
Von 1818 bis 1823 fertigte er eine Kopie der Stadtannalen, die später von der öffentlichen Bibliothek in Stuttgart erworben wurden.
Zu seinen zahlreichen Ämtern gehörte auch die Präsidentschaft des Ehegerichts sowie die Ämter des Kirchen- und Schulrats.

## Mitgliedschaften
1825 wurde Georg Ludwig Stecher Mitglied des Landwirtschaftlichen Vereins in Rottenburg am Neckar.

## Schriften (Auswahl)
- De non attendenda votorum pluralitate in imperio R. Germanico et liberis civitatibus mixtis. Tübingen, 1788 (Digitalisat).